# 那須寄居テレビ中継局
那須寄居テレビ中継局（なすよりいテレビちゅうけいきょく）は栃木県那須郡那須町に置かれているテレビ放送の中継局である。

## 送信施設概要

### 地上デジタル放送送信設備
| リモコンキーID | 放送局名        | 物理チャンネル | 空中線電力 | ERP   | 放送対象地域 | 放送区域内世帯数 |
| 1              | NHK宇都宮総合   | 37ch           | 100mW      | 580mW | 栃木県       | 112世帯          |
| 2              | NHK東京教育     | 38ch           | 100mW      | 560mW | 全国         | 112世帯          |
| 3              | GYTとちぎテレビ | 41ch           | 100mW      | 560mW | 栃木県       | 112世帯          |
| 4              | NTV日本テレビ   | 48ch           | 100mW      | 560mW | 関東広域圏   | 112世帯          |
| 5              | EXテレビ朝日    | 51ch           | 100mW      | 560mW | 関東広域圏   | 112世帯          |
| 6              | TBSテレビ       | 49ch           | 100mW      | 560mW | 関東広域圏   | 112世帯          |
| 7              | TXテレビ東京    | 52ch           | 100mW      | 560mW | 関東広域圏   | 112世帯          |
| 8              | CXフジテレビ    | 43ch           | 100mW      | 560mW | 関東広域圏   | 112世帯          |

- 所在地： 那須郡那須町大字横岡字三ヶ村の「小富士」
- 放送区域： 那須町、大田原市の各一部
- 2010年11月5日に予備免許交付、12月10日に本免許交付、12月24日に本放送開始。
- GYTとちぎテレビと在京広域テレビ局は、デジタル新局で開局。
- NHK総合テレビの県域放送は、2012年4月1日から実施された。

### 地上アナログ放送送信設備
| 放送局名          | チャンネル | 空中線電力        | ERP                 | 放送対象地域 | 放送区域内世帯数 | 偏波面   |
| NHK東京総合テレビ | 32ch       | 映像1W /音声250mW | 映像6.2W /音声1.55W | 関東広域圏   | 不明             | 水平偏波 |
| NHK東京教育テレビ | 34ch       | 映像1W /音声250mW | 映像6.2W /音声1.55W | 全国         | 不明             | 水平偏波 |

- 所在地： 那須郡那須町大字富岡字吉の目の「小富士」
- 2011年7月24日をもってすべて廃止された。
- 当中継局には、アナログの民放中継局が置かれておらず、矢板テレビ中継局を受信していた。